# Denkmal für die Eroberer des Weltraums

Denkmal für die Eroberer des Weltraums

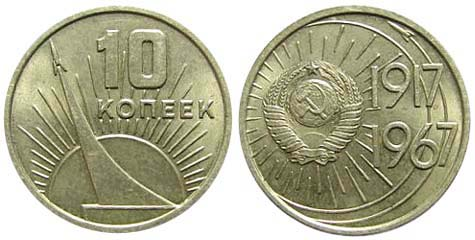
Münze

Das Denkmal für die Eroberer des Weltraums (russisch Монумент «Покорителям космоса» / Monument Pokoriteljam kosmossa; wiss. Transliteration Monument Pokoriteljam kosmosa) wurde 1964 in Moskau errichtet, um die Leistungen des sowjetischen Volkes bei der Erforschung des Weltraums zu feiern.

## Gestaltung
Das Denkmal zeigt eine startende aufsteigende Rakete mit ihrem Abgas- und Kondensstreifen. Das Denkmal ist 110 m hoch, es hat 77 ° Neigung und ist mit Titanplatten beschichtet.
Es befindet sich im Nordosten des Stadtzentrums von Moskau (Prospekt Mira, 111; Metro: WDNCh), in der Nähe des Haupteingangs zur Ausstellung der Errungenschaften der Volkswirtschaft (WDNCh), am Ende der Kosmonauten-Allee.
Im März 1958, wenige Monate nach dem Start des ersten künstlichen Satelliten, wurde ein Wettbewerb für das beste Projekt des Obelisken veranstaltet. Aus mehr als 350 Projektvorschlägen wurden die des Bildhauers Andrei Petrowitsch Faidysch-Krandijewski (1920–1967) und der Architekten Alexander Nikolajewitsch Koltschin und
Michail Ossipowitsch Barschtsch ausgewählt. Die feierliche Enthüllung des Denkmals fand am 4. Oktober 1964 statt, dem siebten Jahrestag des Starts des ersten Satelliten.
Ein russisches Gedicht von Nikolai Gribatschew (1910–1992)  am Fuße des Denkmals lautet:

„И наши тем награждены усилья,

Что поборов бесправие и тьму,

Мы отковали пламенные крылья

Своей
Стране
И веку своему!“

Ungefähre Übersetzung: „Und der Lohn für unsere Anstrengungen nach dem Sieg über Unterdrückung und Finsternis war, dass wir Feuerflügel für unser Land und unser Zeitalter geschmiedet haben.“ 
Ein 1981 eröffnetes Kosmonautenmuseum befindet sich am Fuß des Denkmals.

## Video
- Video-Rundgang durch das Kosmonautenmuseum – deutsch